# Col d'Arratille
Pour les articles homonymes, voir Arratille (homonymie).
Le col d'Arratille (en espagnol puerto de Arratil) est un col de montagne pédestre et frontalier des Pyrénées à 2 526 ou 2 528 mètres d'altitude reliant la province espagnole de Huesca, en Aragon, et le département français des Hautes-Pyrénées, en Occitanie.

## Géographie
Le col marque la limite entre le massif de Panticosa et celui du Vignemale.
Le col d'Arratille est encadré par le Grand pic d'Arratille (2 900 m) à l'ouest et le pic Né (2 696 m) à l'est. Il abrite la croix frontière no 314.

### Hydrographie
Le col délimite la ligne de partage des eaux entre le bassin de l'Adour, qui se déverse dans l'Atlantique côté nord, et le bassin de l'Èbre, qui coule vers la Méditerranée côté sud.

## Protection environnementale
Le col est situé dans le parc national des Pyrénées.

## Voies d'accès
On y accède côté français depuis le Pont d'Espagne (1 520 m) et la vallée du Marcadau au fond de laquelle se trouve le refuge Wallon (1 865 m). De là on traverse le gave d'Arratille pour s'engager vers le lac d'Arratille (2 247 m) puis atteindre  le lac du Col d'Arratille (2 501 m) au lieu-dit d'Arratille.
Côté espagnol, le col donne accès à la vallée de l'Ara, creusée par l'Ara, où l'on peut voir l'ibón de Alto de Batanes et rejoindre Ordesa par le camino de Cauterets.